# Jarčji Vrh
Jarčji Vrh je naselje u slovenskoj Općini Škocjanu. Jarčji Vrh se nalazi u pokrajini Dolenjskoj i statističkoj regiji Jugoistočnoj Sloveniji. 

## Stanovništvo
Prema popisu stanovništva iz 2002. godine naselje je imalo 43 stanovnika.